# Ovalblättriger Liguster
Der Ovalblättrige Liguster (Ligustrum ovalifolium) ist eine Strauchart, die zu den Ölbaumgewächsen (Oleaceae) gehört.
Die japanische Bezeichnung ist Ōba ibota (大葉水蝋, dt. „Großblatt-Liguster“). Aus Japan werden zwei Varietäten beschrieben: var. hisauchii (オカイボタ, Oka ibota) und var. pacificum (ハチジョウイボタ, Hachijō ibota).

## Beschreibung
Der Ovalblättrige Liguster ist ein immer- oder halbimmergrüner Strauch oder kleiner Baum, der 4 bis 5, in Ausnahmefällen auch bis 6 Meter hoch wird. Der Wuchs ist aufrecht, es wird eine Breite von etwa 3 Metern erreicht.
Die gegenständigen und kurz gestielten, kahlen, ledrigen Laubblätter sind eiförmig bis elliptisch (oval), spitz bis stumpf, manchmal feinstachelspitzig, glänzend und etwas größer, breiter als beim heimischen Gewöhnlichen Liguster. Nur in kalten Wintern verliert der Strauch seine Blätter. Die weißen, zwittrigen Blüten stehen in etwa 10 cm langen Rispen zusammen, sie sind weißlich und riechen streng. 
Die entstehenden beerenartigen, zweisamigen Steinfrüchte sind etwa erbsengroß und glänzend blau-schwarz.
Die Chromosomenzahl beträgt 2n = 46.

## Vorkommen
Die natürliche Verbreitung ist Japan (Inseln Honshū, Shikoku und Kyushu) sowie das südliche Korea.

## Systematik
Man kann drei Varietäten unterscheiden:
- Ligustrum ovalifolium var. hisauchii (Makino) Noshiro (Syn.: Ligustrum hisauchii Makino): Sie kommt auf Honshu vor.[2]
- Ligustrum ovalifolium var. ovalifolium: Sie kommt im Japan und im südlichen Korea vor.[2]
- Ligustrum ovalifolium var. pacificum (Nakai) Mizush. (Syn.: Ligustrum pacificum Nakai): Sie kommt in Japan auf Izu-shoto vor.[2]

## Gärtnerische Verwendung
Der Ovalblättrige Liguster findet vor allem als Heckenpflanze Verwendung, er ist sehr schnittverträglich. Kalte oder schattige Standorte werden nicht vertragen, ansonsten ist die Pflanze anspruchslos.
Häufig werden folgende Sorten gepflanzt:
- 'Argenteum': Blatt weiß gerandet
- 'Aureum': Gold-Liguster, Blatt gelb gerandet, schwachwüchsigere Art